# Avon Championships of Boston 1981
Avon Championships of Boston 1981  — жіночий тенісний турнір, що проходив на закритих кортах з килимовим покриттям Boston University Walter Brown Arena в Бостоні (США). Належав до серії Avon Championships 1981. Турнір відбувся увосьме і тривав з 16 березня до 22 березня 1981 року. Перша сіяна Кріс Еверт-Ллойд здобула титул в одиночному розряді й отримала за це 30 тис. доларів США.

## Фінальна частина

### Одиночний розряд
Кріс Еверт-Ллойд —  Міма Яушовец 6–4, 6–4
- Для Еверт-Ллойд це був 1-й титул в одиночному розряді за сезон і 102-й — за кар'єру.

### Парний розряд
Барбара Поттер /  Шерон Волш —  Джоанн Расселл /  Вірджинія Рузічі 5–7, 6–4, 6–3

## Розподіл призових грошей
| Дисципліна       | П       | F       | ПФ     | ЧФ     | 1/8    | 1/16   | Попер. коло |
| Одиночний розряд | $30,000 | $15,000 | $7,350 | $3,600 | $1,900 | $1,100 | $700        |